# Glypta buccata
Glypta buccata là một loài tò vò trong họ Ichneumonidae.